# Jonkor
Le jonkor bourmataguil (également connu sous le nom de djongor bourmataguil, dougne, karakir) est une langue afro-asiatique parlée au Tchad. Elle fait partie du sous-groupe des langues tchadiques orientales.